# Lygophis vanzolinii
Espèce
Synonymes
- Liophis vanzolinii Dixon, 1985

Statut de conservation UICN

 NT  : Quasi menacé
Lygophis vanzolinii  est une espèce de serpents de la famille des Dipsadidae.

## Répartition
Cette espèce est endémique de la province de Córdoba en Argentine,.

## Étymologie
Cette espèce a été nommée en l'honneur de Paulo Emilio Vanzolini.

## Publication originale
- Dixon, 1985 : A review of Liophis anomalus and Liophis elegantissimus, and the description of a new species (Serpentes: Colubridae). Copeia, vol. 1985, no 3, p. 565-573.